# Blues Trio
Blues Trio – polski zespół bluesowy, założony w sierpniu 1969 roku w Poznaniu z inicjatywy wokalisty i pianisty Wojciecha Skowrońskiego. Wiosną 1972 roku został przekształcony w Blues & Rock.

## Historia
Po rozstaniu z Grupą ABC w maju 1969 roku. Wojciech Skowroński 11 sierpnia 1969 roku założył swój pierwszy zespół pod nazwą „Trio Bluesowe” lub „Blues Trio”. Pierwszy skład tria tworzyli: W. Skowroński (śpiew, fortepian), Kazimierz Plewiński (gitara basowa, harmonijka ustna) i Andrzej Nackoski (perkusja). Wiosną 1970 roku miejsce Nackoskiego zajął Piotr Janton. Dołączył także akustyk Maciej Winiewicz, który sporadycznie wspomagał zespół, grając na harmonijce ustnej. Menedżerem grupy był Sławomir Marcinkowski, który publikował swoje artykuły w Słowie Powszechnym. Blues Trio występowało w klubie „Od Nowa” w Poznaniu, jak również w całej Polsce, biorąc udział m.in. w II Beat Session w Warszawie, I Lubelskich Spotkaniach Wokalistów Jazzowych (3-5.04.1970), czy startując w plebiscycie o „Złotą Kotwicę Sopockiego Lata '70”. 
W 1970 ukazała się EP-ka tria pt. Blues Trio Wojciecha Skowrońskiego (Polskie Nagrania „Muza”, N-0632) – składająca się z wcześniej zarejestrowanych nagrań radiowych i zarazem kompozycji, autorstwa Skowrońskiego: Trochę żal (sł. Jan Tomasz), Za rok (sł. Piotr Moszyński), Miałem sen (sł. Jan Tomasz), Nas trzech (sł. Jadwiga Urbanowicz). 
W 1971 roku zespół (w składzie: W. Skowroński, K. Plewiński, P. Janton) wystąpił w programie emitowanym w TVP3 Poznań pt. Alfabet Rozrywki w reż. Stefana Mroczkowskiego. Wiosną 1971 r. nastąpiła zmiana sekcji rytmicznej w jego składzie. Odtąd Wojciechowski Skowrońskiemu towarzyszyli: basista Andrzej Iskra i perkusista Przemysław Lisiecki. Blues Trio wystąpiło wówczas m.in. podczas „Karnawałowych Spotkań Muzycznych” (1971) i II Lubelskich Spotkań Wokalistów Jazzowych (4-6 czerwca 1971) zyskując większe powodzenie, niż dotychczas. Podczas finału tej drugiej, lubelskiej imprezy, Skowroński otrzymał III miejsce oraz nagrodę dziennikarzy. Zaś na II Wielkopolskich Rytmach Młodych w Jarocinie, grupa wystąpiła jako gwiazda tego festiwalu. Gościła także na deskach IX KFPP w Opolu (1971). Wiosną 1972 roku zespół wystąpił podczas X KFPP w Opolu. Latem tegoż roku do grupy dołączył Maciej Dobrzyński, który pełnił funkcję kierownika artystycznego i menedżera. Skowrońskie zdecydował się na to, aby rozszerzyć skład grupy w której skład wchodzili: Skowroński, Iskra, Lisiecki, Winiewicz i Dobrzyński. I włączył do repertuaru utwory w stylu rhythm and bluesowym i rock and rollowym, czy też rockowym. To zainspirowało go do zmiany nazwy zespołu, który przybrał nową nazwę Blues & Rock. W latach 1973–1974 muzyków wspomagało trio wokalne Rock & Blues. 

## Wybrana dyskografia[7]
- 1970: Blues Trio Wojciecha Skowrońskiego (EP, Polskie Nagrania „Muza” N-0632)
- 2017: Trochę żal (nagrania radiowe z lat 1970-1973) (CD, Kameleon Records KAMCD 63)
- 2019: Blues to zawsze blues jest (nagrania koncertowe z lat 1970-1974) (CD, Kameleon Records KAMCD 65)
- 2022: Za jasną rzeką (nagrania koncertowe z lat 1971–1979) (CD, Kameleon Records KAMCD 66)